# Гриньяр, Виктор
Франсуа́ Огю́ст Викто́р Гринья́р (фр. François Auguste Victor Grignard; 6 мая 1871, Шербур — 13 декабря 1935, Лион) — французский химик, лауреат Нобелевской премии по химии, 1912 г. совместно с Полем Сабатье.

## Биография
Виктор Гриньяр родился в городе Шербуре в семье Теофиля Анри Гриньяра и Мари (в девичестве Эбер) Гриньяр. Его отец шил паруса, впоследствии стал мастером местного морского цейхгауза. Посещал Шербурский лицей и рано проявил незаурядный интеллект. Получение стипендии по окончании школы позволило ему изучать математику в Эколь нормаль спесьяль в Клюни. Когда эта школа два года спустя была закрыта, он перешел в Лионский университет, который и окончил в 1892 году. После неудачи при сдаче экзаменов на степень лиценциата, которая могла бы позволить ему преподавать в средней школе, поступил в армию для прохождения воинской службы.
В следующем после демобилизации году возвращается в Лион и сдает экзамены. В это же время его друг и сокурсник по школе в Клюни развил у Гриньяра интерес к химии, и в 1894 году Гриньяр стал ассистентом химического факультета в университете. Быстро проявив свои способности в этой области, Гриньяр в 1898 году получил степень магистра по физическим наукам, в том же году он стал старшим демонстратором у Филиппа Антуана Барбье, руководителя факультета Лионского университета.
Барбье начал исследовать метод, в котором металл использовался для переноса органического радикала от одной молекулы к другой. Соединения, которые получались после присоединения металла к одному или более органическим радикалам (группы атомов, которые остаются незаряженными при протекании реакций), были названы металлоорганическими соединениями. В то время было известно, что единственные металлоорганические соединения, являющиеся эффективными переносящими агентами, — это органические соединения цинка. Этот процесс, однако, был трудоёмким, а получаемые результаты не всегда воспроизводились.
За несколько лет до этого несколько немецких химиков заместили цинк магнием, но получили нестабильные соединения с низким выходом, которые в большинстве своем были нерастворимы в инертных растворителях. Хотя магний с практической точки зрения был непригоден как переносящий агент, Барбье решил использовать его, подойдя к этой проблеме с другой стороны. Вместо того чтобы получить магнийорганические соединения, как это делали немецкие экспериментаторы, он просто взял два органических вещества и провел реакцию в присутствии магния, и в таком варианте реакция прошла. Тем не менее и эти результаты были противоречивы, и Барбье забросил проблему, правда предложив её Гриньяру в качестве темы для диссертации.
Гриньяр знал, что в XIX веке английские химики Эдвард Франкланд и Джеймс Уонклин получили цинкорганические соединения при нагревании органических соединений вместе с металлом в присутствии безводного эфира. Зная, что магний вступает в реакции легче, чем цинк, Гриньяр предположил, что в реакцию подобного рода магний должен вступать более активно. Такое предположение было доказано, и он использовал этот метод для получения различных металлоорганических соединений, причем некоторые из них были получены впервые.
В 1900 году Гриньяр опубликовал результаты своих исследований, за которые ему в следующем году была присуждена докторская степень. Реакция Гриньяра — вершина его научной карьеры, она применяется во множестве экспериментов по органической химии. Используя реакцию, названную его именем, другие исследователи эффективно и просто смогли синтезировать широкий спектр органических соединений.
В 1905 году Гриньяр стал лектором по курсу химии в Безансонском университете, недалеко близ Дижона, но в следующем году вернулся в Лион на должность научного помощника Барбье. В 1908 году он получил звание адъюнкт-профессора. Через год он перешел в университет Нанси, где в 1910 году стал профессором органической химии.

### Премия
В 1912 году Гриньяру была присуждена Нобелевская премия по химии «за открытие так называемого реактива Гриньяра, в последние годы существенно способствовавшего развитию органической химии». Он разделил премию с Полем Сабатье. В своей речи при представлении лауреатов член Шведской королевской академии наук Х. Г. Седербаум поблагодарил Гриньяра за «расширение границ знаний, способности к наблюдениям» и за «открытие перспектив для новых достижений науки».
Когда в 1914 году Франция вступила в войну, Гриньяр был призван капралом на службу и направлен в Нормандию. Он прослужил в течение короткого времени, неся караульную службу, затем был отозван для разработки методов получения взрывчатого вещества тротила. В 1917 году в ходе работы над проблемой создания химического оружия он посетил Америку для координации усилий Франции и США в этом направлении. Во время поездки он прочёл несколько лекций в Меллоновском институте (ныне Университет Карнеги Меллона) о взаимосвязях науки и промышленности.
В 1919 году Гриньяр был демобилизован с военной службы. После работы в течение нескольких месяцев в университете Нанси он сменил Барбье в должности профессора химии в Лионском университете, где и проработал до конца своей научной деятельности. В 1921 году он стал также директором Лионской школы химической технологии, а в 1929 году деканом научного факультета этой школы.
В Лионе, кроме работы с магнийорганическими соединениями, Гриньяр исследовал широкий круг проблем, включая конденсацию альдегидов и кетонов, крекинг углеводородов, каталитическую гидрогенизацию и дегидрогенизацию при пониженном давлении. В последние годы административные обязанности, исполнявшиеся им не по его воле, сильно ограничивали его исследовательскую деятельность.

### Семья
В 1919 году Гриньяр женился на Огюстине Мари Булан, у них были дочь и сын, также ставший химиком. Целенаправленный и разносторонний исследователь, Гриньяр был также весьма ценимым педагогом. После тяжелой болезни он умер 13 декабря 1935 года в Лионе.

## Премии и награды
Среди многочисленных наград Гриньяра были медаль Бертло (1902), премия Жеккера (1905) Французской академии наук и медаль Лавуазье Французского химического общества (1912).
Ему было присуждено звание командора Почётного легиона и почётные ученые степени университетов Брюсселя и Лувена.
Он являлся членом многих химических обществ, включая общества Англии, США, Бельгии, Франции, Румынии, Польши, Нидерландов и Швеции.
В 2009 году Международный астрономический союз присвоил имя Гриньяра кратеру на видимой стороне Луны.